# Unione Sportiva Lucchese Libertas 1943-1944
Questa voce raccoglie le informazioni riguardanti l'Unione Sportiva Lucchese Libertas nelle competizioni ufficiali della stagione 1943-1944.

## Stagione
Nell'anomalo campionato di guerra del 1943-44, abbandonata la formula del girone unico, le squadre furono smistate in diversi gironi regionali, con successive eliminatorie interregionali. La Lucchese effettuò l'iscrizione e venne inserita nel Girone Toscano (C) insieme a Montecatini, Carrarese, Massese e Forte dei Marmi, vista l'immediata rinuncia delle formazioni toscane di massima divisione. Al termine delle otto gare in programma si piazzò seconda (cinque vittorie e tre sconfitte), alle spalle del Montecatini. Venne così ammessa alle semifinali interregionali, ma a causa del conflitto bellico fu impossibilitata a spostarsi in Lombardia, dove erano in programma le gare della fase finale. Anche il Montecatini si ritirò, dopo un estenuante trattativa con i vertici federali. La rinuncia delle formazioni toscane spianò la strada ai Vigili del Fuoco di La Spezia, che alla fine vinceranno il torneo. 

## Rosa
| N. |                   | Ruolo | Calciatore        |
| -- | ----------------- | ----- | ----------------- |
|    | Italia (bandiera) | C     | Lido Catelli      |
|    | Italia (bandiera) |       | Amanzio Donati    |
|    | Italia (bandiera) | C     | Antonio Frugoli   |
|    | Italia (bandiera) | D     | Manrico Guerrieri |
|    | Italia (bandiera) |       | Gino Matteoni     |
|    | Italia (bandiera) | C     | Lido Nelli        |
|    | Italia (bandiera) | D     | Oprando Iacoponi  |

| N. |                   | Ruolo | Calciatore          |
| -- | ----------------- | ----- | ------------------- |
|    | Italia (bandiera) | C     | Josè Paolinelli     |
|    | Italia (bandiera) | D     | Luigi Pergola       |
|    | Italia (bandiera) | D     | Spartaco Peri       |
|    | Italia (bandiera) |       | Danilo Petrelli     |
|    | Italia (bandiera) | D     | Lamberto Petri      |
|    | Italia (bandiera) | C     | Giuliano Ragghianti |
|    | Italia (bandiera) | P     | Lorenzo Vellutini   |